# Kanton Pouyastruc
Der Kanton Pouyastruc war bis 2015 ein französischer Wahlkreis im Arrondissement Tarbes, im Département Hautes-Pyrénées und in der Region Midi-Pyrénées; sein Hauptort war Pouyastruc. Vertreterin im Generalrat des Départements war von 2004 bis 2015 Marie-Josiane Bedouret. 
Der 27 Gemeinden umfassende Kanton war 112 km² groß und hatte 3967 Einwohner (Stand 1999). 

## Gemeinden
| Gemeinde        | Einwohner Jahr | Fläche km² | Bevölkerungsdichte | Code INSEE | Postleitzahl |
| --------------- | -------------- | ---------- | ------------------ | ---------- | ------------ |
| Aubarède        | 279 (2013)     | –          | – Einw./km²        | 65044      | 65350        |
| Bouilh-Péreuilh | 94 (2013)      | –          | – Einw./km²        | 65103      | 65350        |
| Boulin          | 273 (2013)     | –          | – Einw./km²        | 65104      | 65350        |
| Cabanac         | 305 (2013)     | –          | – Einw./km²        | 65115      | 65350        |
| Castelvieilh    | 238 (2013)     | –          | – Einw./km²        | 65131      | 65350        |
| Castéra-Lou     | 212 (2013)     | –          | – Einw./km²        | 65133      | 65350        |
| Chelle-Debat    | 214 (2013)     | –          | – Einw./km²        | 65142      | 65350        |
| Collongues      | 158 (2013)     | –          | – Einw./km²        | 65151      | 65350        |
| Coussan         | 116 (2013)     | –          | – Einw./km²        | 65153      | 65350        |
| Dours           | 228 (2013)     | –          | – Einw./km²        | 65156      | 65350        |
| Gonez           | 31 (2013)      | –          | – Einw./km²        | 65204      | 65350        |
| Hourc           | 112 (2013)     | –          | – Einw./km²        | 65225      | 65350        |
| Jacque          | 75 (2013)      | –          | – Einw./km²        | 65232      | 65350        |
| Lansac          | 162 (2013)     | –          | – Einw./km²        | 65259      | 65350        |
| Laslades        | 358 (2013)     | –          | – Einw./km²        | 65265      | 65350        |
| Lizos           | 103 (2013)     | –          | – Einw./km²        | 65276      | 65350        |
| Louit           | 190 (2013)     | –          | – Einw./km²        | 65285      | 65350        |
| Marquerie       | 73 (2013)      | –          | – Einw./km²        | 65298      | 65350        |
| Marseillan      | 234 (2013)     | –          | – Einw./km²        | 65301      | 65350        |
| Mun             | 109 (2013)     | –          | – Einw./km²        | 65326      | 65350        |
| Oléac-Debat     | 155 (2013)     | –          | – Einw./km²        | 65332      | 65350        |
| Peyriguère      | 24 (2013)      | –          | – Einw./km²        | 65359      | 65350        |
| Pouyastruc      | 706 (2013)     | –          | – Einw./km²        | 65369      | 65350        |
| Sabalos         | 146 (2013)     | –          | – Einw./km²        | 65380      | 65350        |
| Soréac          | 49 (2013)      | –          | – Einw./km²        | 65430      | 65350        |
| Souyeaux        | 308 (2013)     | –          | – Einw./km²        | 65436      | 65350        |
| Thuy            | 17 (2013)      | –          | – Einw./km²        | 65443      | 65350        |

## Bevölkerungsentwicklung
| 1962 | 1968 | 1975 | 1982 | 1990 | 1999 | 2007 |
| ---- | ---- | ---- | ---- | ---- | ---- | ---- |
| 3054 | 3074 | 3028 | 3550 | 3849 | 3967 | 4521 |